# Sommer-Paralympics 2008/Teilnehmer (Philippinen)
| stlisierte Goldmedaille | stlisierte Silbermedaille | stlisierte Bronzemedaille |
| ----------------------- | ------------------------- | ------------------------- |
| —                       | —                         | —                         |

Die Philippinen nahmen mit drei Sportlern an den Sommer-Paralympics 2008 im chinesischen Peking teil.
Fahnenträger bei der Eröffnungsfeier war Adeline Dumapong. Das beste Ergebnis erreichten Cherry Pinpin und Pedro Sollique im Zwei-Mann-Kielboot (Skud 18) mit einem 11. Platz.

## Teilnehmer nach Sportarten

### Powerlifting (Bankdrücken)
Frauen
- Adeline Dumapong

### Segeln
Frauen
- Cherry Pinpin

Männer
- Pedro Sollique